# Joseph Clarke
Joseph Clarke (Stoke-on-Trent, 3 novembre 1992) è un canoista britannico campione olimpico ai Giochi olimpici di Rio de Janeiro 2016 nel K1 slalom.

## Palmarès
- Giochi olimpici

Rio de Janeiro 2016: oro nel K1 Slalom.
Parigi 2024: argento nel K Cross
- Mondiali

Deep Creek Lake 2014: bronzo nel K1 slalom.
Londra 2015: bronzo nel K1 slalom.
- Europei

Vienna 2014: argento nel K1 slalom.
Markkleeberg 2015: argento nel K1 slalom.
Ivrea 2021: bronzo nel K1 a squadre e nell'Extreme Canoe Slalom.
Tacen 2024: oro nel kayak cross.